# Lista de ativos de propriedade da The Coca-Cola Company
A seguir está uma lista de ativos de propriedade da The Coca-Cola Company. A The Coca-Cola Company tinha participações em 51 operações de engarrafamento, enlatamento e distribuição não consolidadas produzindo cerca de 58% do volume. As investidas significativas incluem:
| Empresa                           | % possuído  | % do mercado | Área |
| --------------------------------- | ----------- | ------------ | --- |
| International Beverages Pvt. Ltd. | 100%        | 1%           | Bangladesh |
| Diamond Beverages Unip. Ltd.      | 1%          | 1%           | Índia |
| Coca-Cola Enterprises             | 37%         | 79%          | Estados Unidos |
| Coca-Cola Enterprises             | 37%         | 99%          | Canadá (excluindo Quebec) |
| Coca-Cola Enterprises             | 37%         | 100%         | Grã Bretanha |
| Coca-Cola Enterprises             | 37%         | 100%         | França Continental, Benelux, Mônaco |
| Coca-Cola Beverages Filipinas     | 100%        | 100%         | Filipinas |
| Coca-Cola FEMSA                   | 41%         | 49%          | México |
| Coca-Cola FEMSA                   | 41%         | 17%          | Brasil |
| Coca-Cola FEMSA                   | 41%         | 99%          | Colômbia |
| Coca-Cola FEMSA                   | 41%         | 48%          | Guatemala |
| Coca-Cola FEMSA                   | 41%         | 100%         | Costa Rica, Equador, Nicarágua, Panamá, Peru, Venezuela |
| Coca-Cola FEMSA                   | 41%         | 31%          | Argentina |
| Coca-Cola Bottling Shqipëria      |             |              | Albânia |
| Coca-Cola Hellenic                | 24,5% (78%) | 100%         | Armênia, Áustria, Bielorrússia, Bósnia-Herzegovina, Bulgária, Croácia, República Tcheca, Estônia, Grécia, Hungria, Irlanda, Letônia, Lituânia, Macedônia, Moldávia, Montenegro, Nigéria, Irlanda do Norte, Polônia, Romênia, Rússia, Sérvia, Eslováquia, Eslovênia, Sri Lanka, Suíça e Ucrânia |
| Coca-Cola Hellenic                | 24,5% (78%) | 68%          | Itália |
| Coca-Cola Amatil                  | 35%         | 99%          | Indonésia |
| Coca-Cola Amatil                  | 35%         | 100%         | Austrália, Nova Zelândia, Coreia do Sul, Fiji, Papua Nova Guiné |
| Coca-Cola Içecek                  | 26%         | 100%         | Azerbaijão, Iraque, Jordânia, Cazaquistão, Quirguistão, Paquistão, Síria, Tadjiquistão, Turquia, Turcomenistão |
| Coca-Cola Bottling Co.            | 28,3%       |              | Estados Unidos |
| Embotelladora Andina              | 12%         | 1%           | Chile, Argentina, parte do Brasil |
| Coca-Cola du Canada, Ltée         | 1%          | 1%           | Canadá - apenas Quebec |
| Coca-Cola AG, Deutschland         | 1%          | 1%           | Alemanha |
| Produtos de Refresco Finland Oy   | 1%          | 1%           | Finlândia |
| Thums Up                          | 100%        | 1%           | Índia |

## Antigos ativos
- Beverage Partners Worldwide (50%; propriedade conjunta da Nestlé)
- Columbia Pictures
- Columbia Pictures Television
- TriStar Pictures
- TriStar Television
- RCA/Columbia Pictures Home Video/RCA/Columbia Pictures International Video (metade de propriedade da RCA)
- Coca-Cola Telecommunications
- Embassy Pictures